# Ratpenat frugívor sud-americà gros
El ratpenat frugívor sud-americà gros (Artibeus lituratus) és una espècie de ratpenat estenodermatini que viu a Sud-amèrica i a Centreamèrica.

## Subespècies
- Artibeus lituratus koopmani
- Artibeus lituratus lituratus
- Artibeus lituratus palmarum